# Конрад Бекер
Конрад Бекер (1871. — април 1936) је био немачки гимнастичар, учесник на првим Олимпијским играма 1896. у Атини.
Бекер се такмичио у 5 од 6 гимнастичких дисциплина у појединачној конкуренцији: разбој, вратило, кругови, коњ са хватаљкама и прескок преко коња, али није остварио већи успех и није био међу добитницима медаља.
Што је пропустио у појединачној постигао је у екипној конкуренцији, као члан немачке екипе. Учествовао је у екипном такмичењу на разбоју и вратилу и у обе дисциплине освојио је златне медаље. У обе дисциплине екипу су сачуњавали:Фриц Хофман, Конрад Бекер, Алфред Флатов, Густав Флатов, Георг Хилмар, Фриц Мантојфел, Карл Нојкирх, Рихард Рештел, Густав Шуфт, Карл Шуман и Херман Вајнгертнер.